# Лінцзю (гора)
Лінцзюшань (кит.: 灵鹫山, піньінь: Líng jiù shān) — гора в китайській провінції Сичуань. Як природний парк входить до резерватів великої панди, які занесені до Світової спадщини ЮНЕСКО. Назва перекладається к «Дух канюка (грифа)». Інша назва «Цішецзюйшань» — «Гора з синього каміння». Є важливою туристичною зоною. В КНР нараховується 5 гір з назвою «Лінцзюшань».

## Опис
Загальна площа становить 1999.3 га. Розташовано на відстані 50 км від повіту Лушань міста Яань. Складається з 4 піків (в середньому від 1100 до 1600 м), найвищий з яких Дасюе становить 5364 м над рівнем моря. Верхівка гори має форму голови або в цілому обрис птаха (нагадує канюка або грифа) — звідси походить назва цієї гори.
Крім того, тут є численні провалля, каньйони, 12 старовинних печер, де виявлено 10 оригінальних статуй часів розквіту буддизму. Найвідомішою є печера Білого Тигра, що розташовано в скелі Білого Тигра. На верхівці гори розташовано буддистський «Храм Радісного Світла». Між скелями утворилися високогірні озера. Цікавинками є водоспад Наньтяньмень та скелясте утворення «Слоняче вухо» (象耳). Також збереглися декілька старовинних будівель часів династії Східна Хань зі групою у 20 скульптур.
На рівні від 2800 м й вище сніг лежить 6 місяців на рік. Глибина його становить 0,5-1 м.
Значну частину площ складають ліси, насамперед листяні та змішані, частково хвойні, а також бамбукові зарості й численні чагарники. Зростає до 200 видів рослин, зокрема є 20 видів азалій, значні площі займають рододендрони — 400 га. Серед тварин найвідомішою є велика панда. В єдиному комплексі Лінцзю-Дасюе у дикій природі виявлено більш ніж 30 особин. Крім того, мешкають золотисті кирпоносі мавпи, такіни та інші рідкісні тварини.

## Історія
В давнину гора називалася Сунь. За часів Хань тут мешкало одне з племен сюнну. В часи династії Тан її переменували на Лушань. На честь неї отримало свою назву місто Лушань. За часів імператорів з цієї династії тут оселелися даоські ченці, а згодом й буддисти. Саме останні зрештою надали горі назву Ліншань, а потім Лінцзюшань.
У 1999 році отримала статус провінційного заповідника. У 2006 році разом з піком Дасюе увійшла до переліку Світової спадщини в Китаї. Територією опікується бюро з будівництва, охрони навколишнього середовища і подорожей округу Лушань.
Розвинено зимовий туризм, катання на лижах, а також прогулянки засніженими стежками. Чудовий вигляд гора має навесні, завдяки квітам отримує чудернацький кольор з червоних, жовтих, фіолетових, білих барв. Окрім туристичної діяльності, місцеве населення з давен займається вирощування чаю. Частина територію віддана під його плантації.